# Kaarma
Kaarma es una localidad de Estonia perteneciente desde 2014 al municipio de Lääne-Saare del condado de Saare.
Antes de 2014 fue un municipio rural. Lindaba con los municipios de Salme y Kärla por el oeste, Mustjala y Leisi por el norte, Pihtla al este y con la capital del condado Kuressaare al sur. En el municipio de Karma se situaban las islas: Abruka, Kasselaid, Linnusitamaa, Vahase y Väike-Tulpe. Comprendía un pequeño Burgo Asté y 69 aldeas.
En sus límites municipales, Kaarma tenía una población de 3893 habitantes a 1 de enero de 2006, y abarcaba una superficie de 391.5 km².